# Destiny (album des Jacksons)
Pour les articles homonymes, voir Destiny.
Albums de The Jacksons
Goin' Places Triumph
Singles
1. Blame It on the Boogie
Sortie : 23 octobre 1978
2. Shake Your Body (Down to the Ground)
Sortie : 8 décembre 1978
3. Destiny
Sortie : 11 février 1979

Destiny est le troisième album des Jacksons, paru le 17 décembre 1978 chez Epic Records.
L'album se vend à quatre millions d'exemplaires à travers le monde, dont deux millions aux États-Unis.

## Historique
Les frères Jackson travaillent sur cet album, enregistré à Los Angeles en Californie, à partir du début d'année 1978. Pour la première fois dans la carrière du groupe, les frères peuvent avoir le contrôle total au niveau artistique. Cet album est aussi le premier produit par ces derniers. 

## Singles
Trois singles sont extraits de cet album : Blame It on the Boogie, Shake Your Body (Down to the Ground) et Destiny.
Le premier single de l'album, Blame It on the Boogie, a été écrit au départ par des artistes britanniques : Mick Jackson, David Jackson (des frères sans lien de parenté avec les Jacksons) et Elmar Krohn. Mick Jackson a inclus cette chanson dans son album Weekend en 1978. Les Jacksons ont rapidement le droit de l'adapter, si bien qu'au Royaume-Uni, les deux titres sortent la même semaine. Bien qu'étant une adaptation, c'est la version des Jacksons qui remporte le plus de succès.
Le second single, Shake Your Body (Down to the Ground), paru le 8 décembre 1978, va connaître un succès plus grand que le précédent, surtout aux États-Unis, en atteignant la 6e place des classements américains, et en se vendant à plus de 2 millions d'exemplaires. La chanson connait également le succès au Canada, avec plus de 75 000 exemplaires vendus, et au Royaume-Uni, avec plus de 250 000 exemplaires vendus.
Enfin, le troisième single Destiny sort juste en promotion pour les radios aux États-Unis.

## Titres
1. Blame It on the Boogie (M. Jackson, D.Jackson et E.Krohn) - 3:36
2. Push Me Away (The Jacksons) - 4:19
3. Things I Do For You (The Jacksons) - 4:06
4. Shake Your Body (Down to the Ground) (Michael Jackson, Randy Jackson) - 8:01
5. Destiny (The Jacksons) - 4:53
6. Bless His Soul (The Jacksons) 4:57
7. All Night Dancin (Michael Jackson, Randy Jackson) - 6:11
8. That's What You Get (For Being Polite) (Michael Jackson, Randy Jackson) - 4:57

Vidéoclips (DVD)
1. Blame It on the Boogie (Official Video) (M. Jackson, D.Jackson et E.Krohn) - 3:33
2. Shake Your Body (Down to the Ground) (Official Video) (Michael Jackson, Randy Jackson) - 3:41

### Réédition
Dans certains pays, Destiny a été réédité pour son 30e anniversaire, le 27 janvier 2009, avec, en bonus, deux remix : un de Blame It on the Boogie et un de Shake Your Body (Down to the Ground).

## Crédits des titres

### Blame It on the Boogie(3:36)
- Écrit et composé par Mick Jackson, David Jackson et Elmar Krohn
- Basse : Nathan Watts et Gary King
- Guitare : Tito Jackson, Mike Sembello et Roland Bautista
- Claviers : Greg Philliganes
- Percussions : Rick Marotta
- Arrangements : Jerry Hey et Greg Philliganes

### Push Me Away(4:19)
- Écrit et composé par Tito Jackson, Jackie Jackson, Marlon Jackson, Michael Jackson, Randy Jackson
- Basse : Nathan Watts et Gary King
- Guitare : Tito Jackson, Mike Sembello et Roland Bautista
- Claviers : Greg Philliganes
- Percussions : Rick Marotta
- Arrangements : Michael Jackson, Jerry Hey et Greg Philliganes

### Things I do For You(4:06)
- Écrit et composé par Tito Jackson, Jakie Jackson, Marlon Jackson, Michael Jackson, Randy Jackson
- Basse : Nathan Watts
- Guitare : Tito Jackson et Paul Jackson
- Claviers : Greg Philliganes
- Congas : Randy Jackson
- Percussions : Paulinho da Costa et Randy Jackson
- Arrangements : Michael Jackson, Tom Tom 84 et Greg Philliganes

### Shake Your Body (Down to the Ground)(8:01)
- Écrit et composé Michael Jackson et Randy Jackson
- Guitare : Tito Jackson
- Claviers : Greg Philliganes
- Percussions : Paulinho da Costa
- Arrangements : Michael Jackson, Tom Tom 84 et Greg Philliganes

### Destiny(4:53)
- Écrit et composé par Tito Jackson, Jackie Jackson, Marlon Jackson, Michael Jackson, Randy Jackson
- Basse : Nathan Watts
- Guitare : Tito Jackson, Mike Sembello et Paul Jackson
- Claviers : Greg Philliganes
- Congas : Randy Jackson
- Percussions : Paulinho da Costa et Randy Jackson
- Arrangements : Michael Jackson, Tom Tom 84 et Greg Philliganes

### Bless his Soul(4:57)
- Écrit et composé par Tito Jackson, Jackie Jackson, Marlon Jackson, Michael Jackson, Randy Jackson
- Basse : Nathan Watts
- Guitare : Tito Jackson et Paul Jackson
- Claviers : Greg Philliganes
- Congas : Randy Jackson
- Percussions : Paulinho da Costa et Randy Jackson
- Arrangements : Michael Jackson, Tom Tom 84 et Greg Philliganes

### All Night Dancin(6:11)
- Écrit et composé par Michael Jackson et Randy Jackson
- Arrangements : Michael Jackson, Tom Tom 84 et Greg Philliganes

### That's What You Get (For Being Polite)(4:58)
- Écrit et composé par Michael Jackson et Randy Jackson
- Basse : Nathan Watts
- Guitare : Tito Jackson et Paul Jackson
- Claviers : Greg Philliganes
- Congas : Randy Jackson
- Percussions : Paulinho da Costa et Randy Jackson
- Arrangements : Michael Jackson, Tom Tom 84 et Greg Philliganes